# Občina Šalovci
Občina Šalovci (madžarsko Sal, nemško Schlabing) je občina na skrajnem severovzhodu Republike Slovenije na goričkem delu Prekmurja.

## Geografija
Občina zavzema severovzhodni del Goričkega hribovja. Območje celotne občine Šalovci se razprostira na površini 58,2 km². Občina obsega povirje reke Kerka (Velika Krka) in potokov Markovski potok, Budinski potok in Dolenski potok vse do razvodja Mure in Rabe. Poleg tega občinsko območje prečkajo tudi vode Adrijanski potok, Peskovski potok in Mala Kerka v smeri zahod-vzhod. Povprečna nadmorska višina v posameznih nižinah in potokih je 250 m. Prepoznavni vrhovi hribov so: Stroski vrh (375 m), Veliki breg (Köles-hegy), 378 m -samo slovenskatočka je 370 m), Gorički breg (362 m), Bejčin breg (333 m) na severu in Šintarski breg (338 m), Novi vrh (326 m) na jugu občine. Celotno občinsko območje spada v območje trideželnega krajinskega parka Raab-Örseg-Goričko.
Občina Šalovci meji na občino Monošter v Železni županiji na Madžarskem na severu in jugovzhodu ter na sosednje Slovenske občine Hodoš na vzhodu, Moravske Toplice na jugu in Gornji Petrovci na zahodu.

## Grb Občine Šalovci
Grb občine Šalovci je v modrem polju grm rdečega volčina. Iz sedmih zelenih listov je izraslo šest četverolistnih rdečih cvetov na belih steblih in zlatimi pikami sredi cvetov.
Grb so začeli uporabljati 25. maja 2007.

## Kraji in prebivalci občine
V občini živi 1.388 prebivalcev v šestih vaseh oziroma krajih - v oklepaju je navedeno število prebivalce na dan 31. decembra 2021. V vasi Domanjševci pa poleg Slovencev živijo tudi Madžari ali pripadniki madžarske narodnosti. Za današnjimi krajevnimi imeni so v oklepaju navedeni tudi uradni madžarski eksonimi iz leta 1890.
- Budinci (101) (madž. Bűdfalva)
- Čepinci (234) (madž. Kerkafő, nem. Spitzberg)
- Dolenci (170) (madž. Dolány, nem. Dolinz) združena nekdanja dva dela kraja: Mali Dolenci (madž. Kisdolány, nem. Klein Dolinz) in Veliki Dolenci (madž. Nagydolány, nem. Groß Dolinz)
- Domanjševci (256) (madž. Domonkosfa, nem. Sankt Domenikus)
- Markovci (235) (madž. Marokrét)
- Šalovci (392) (madž. Sal, nem. Schlabing)